# Romana Repertoria Online
Das Romana Repertoria Online/Roman Repertories Online (RRO) ist eine epochenübergreifende und interdisziplinäre Online-Publikationsplattform für Datenbanken der historischen Kulturwissenschaften. Ziel des RRO ist es, kulturwissenschaftliche Datenbanken zu bündeln und zentral  zugänglich zu machen. Auf der Basis des Open-Access-Prinzips soll die wissenschaftliche Kommunikation weiterentwickelt und intensiviert werden.
Da das RRO nur eine Publikationsumgebung für die einzelnen Formate darstellt, können diese ihren teilweise schon etablierten Namen behalten. Sowohl die bereits abgeschlossenen als auch die in Arbeit befindlichen Datenbankprojekte des Deutschen Historischen Instituts Rom und seiner Kooperationspartner werden auf der Plattform präsentiert.

## Initiator, Trägerschaft und Kooperationen
Initiator des RRO ist der Historiker Michael Matheus. Das RRO wird herausgegeben vom Deutschen Historischen Institut Rom, das Teil der Max Weber Stiftung – Deutsche Geisteswissenschaftliche Institute im Ausland ist.  Dem nicht kommerziell entwickelten und daher unabhängigen Programmpaket des RRO stehen neben den Instituten der Max Weber Stiftung – Deutsche Geisteswissenschaftliche Institute im Ausland weitere Kooperationspartner des DHI Rom zur Verfügung. In Fragen der Langzeitarchivierung arbeitet das DHI mit der Bayerischen Staatsbibliothek München zusammen.

## Technische Grundlagen
Das RRO bietet eine zweisprachige Benutzeroberfläche und wird auf Basis des „DENQ – Digitale Editionen Neuzeitlicher Quellen“ und seines XML-Datenbanksystems betrieben. Das Spektrum der Datenbanken, die durch das RRO zugänglich gemacht werden, reicht von relativ einfach strukturierten relationalen Datenbanken bis zu komplexen XML-gestützten Systemen. Perspektivisch wird gezielt auf eine Vernetzung mit anderen Techniken und Online-Angeboten hingearbeitet. Die technische Projektbetreuung wird von Jörg Hörnschemeyer und Jan-Peter Grünewälder vorgenommen.

## Inhalte
Das RRO umfasst Datenbanken zu historischen Themen des Mittelalters, der Renaissance, der Neuzeit und epochenübergreifenden Aspekten sowie der Musikgeschichte. Derzeit sind 9 Datenbanken freigeschaltet:
- RG Online – Repertorium Germanicum
Das auf ein Projekt des Direktors des Preußischen Historischen Instituts von 1890 bis 1892 und nachmaligen Friedensnobelpreisträgers Ludwig Quidde zurückgehende Repertorium Germanicum (RG) sammelt sämtliche "deutschen" Betreffe aus allen vatikanischen Registerserien und Kameralbeständen vom Großen Schisma bis zur Reformation (1378–1517), wobei die Bearbeitung inzwischen bis 1484 gediehen ist.

- RPG Online – Repertorium Poenitentiariae Germanicum
Die Öffnung des Archivs der Pönitentiarie, der obersten Bußbehörde, in den 1980er Jahren ermöglichte 1992, die neue Reihe des Repertorium Pönitentiariae Germanicum (RPG) unter der Leitung von Ludwig Schmugge zu schaffen. Das RPG verzeichnet im Volltext die an die Pönitentiarie gerichteten Suppliken, die Personen, Kirchen und Orte des Heiligen Römischen Reiches betreffen.

- Retrokonversion und Digitalisierung des Teilbestandes Libretti
Die Deutsche Forschungsgemeinschaft (DFG) ermöglicht dem Deutschen Historischen Institut Rom und der Bayerischen Staatsbibliothek München die digitale Erschließung der Libretto-Sammlung der Musikgeschichtlichen Abteilung des DHI Rom. 1979 hatte die Deutsche Forschungsgemeinschaft den Erwerb dieser Libretti-Sammlung aus Privatbesitz ermöglicht. Sie umfasst seltene Textbücher von Opern, Oratorien, Kantaten und Festmusiken aus dem 17., 18. und 19. Jahrhundert, die u. a. nahezu lückenlos die Frühphase öffentlicher Opernaufführungen in Venedig (1637–1734) dokumentieren.

- Deutschsprachige Rompilger in der Goethezeit
Santa Maria dell’Anima zählt seit dem späten Mittelalter neben dem Campo Santo Teutonico zu den zentralen Anlaufstellen für Pilger aus dem nordalpinen Raum respektive dem Heiligen Römischen Reich. Sie konnten dort in der Regel für eine Dauer von bis zu drei Nächten beherbergt und verköstigt werden. Die Namen der Rompilger wurden meist in entsprechenden Registern verzeichnet. Ein solches Namensregister lag – bis vor wenigen Jahren – für die Zeit von 1778 bis 1819 vor, wobei die meisten Einträge aus den 1780er Jahren stammen. Unterdessen muss diese Quelle jedoch als verschollen gelten. Dank älterer Schwarz-Weiß-Abbildungen konnte das Pilgerverzeichnis rekonstruiert und in eine Online-Datenbank überführt werden.

- Online-Edition Eugenio Pacelli 1917–1929
Die Öffnung aller Akten aus dem Pontifikat Pius’ XI. im Vatikanischen Geheimarchiv 2003 und 2006 macht es möglich, rund 6.500 Nuntiaturberichte, die Eugenio Pacelli, der spätere Pius XII., zwischen 1917 und 1929 in den zwölf Jahren seiner Tätigkeit in Deutschland nach Rom sandte, in einer kritischen Online-Edition Wissenschaft und Öffentlichkeit zugänglich zu machen.

- Online-Edition Cesare Orsenigo 1930–1939
Die jetzt zum ersten Mal vollständig publizierten und mit einem in deutscher Sprache abgefassten wissenschaftlichen Kommentar versehenen Berichte des Nuntius Cesare Orsenigo aus dem Jahr der nationalsozialistischen „Machtergreifung“ bilden eines der wichtigsten Quellencorpora zur Frage des Verhältnisses von römisch-katholischer Kirche, Papsttum und Nationalsozialismus. Die Edition zum Jahr 1933 enthält rund 200 Dokumente, neben den Berichten des Nuntius auch zahlreiche Anweisungen von Kardinalstaatssekretär Pacelli an den Nuntius in Berlin. In den kommenden Jahren soll die Edition sukzessive um die Berichte aus den Jahren 1930–1932 sowie 1934–1939 erweitert werden.

- Präsenz Deutscher Militärischer Verbände in Italien 1943–1945
Die Datenbank registriert solche italienischen Orte (Städte, Gemeinden, Dörfer, Weiler, Gehöfte, Straßenkreuzungen), an denen sich nachgewiesenermaßen deutsche Truppen oder Truppenteile zwischen 1943 und 1945 aufhielten.

- Bibliographische Informationen zur Neuesten Geschichte Italiens
Die Bibliographischen Informationen zur neuesten Geschichte Italiens gehören seit 1974 zu den Dienstleistungen, die am Deutschen Historischen Institut Rom für die deutsche wie die internationale Fachwissenschaft im Bereich der Neuesten Geschichte erbracht werden. Sie erfassen Neuerscheinungen zur Geschichte des 19., 20. und 21. Jahrhunderts, die in italienischer Sprache erschienen sind.

- Inschriftenkorpus von Santa Maria dell’Anima
Der vorerst ausschließlich digital publizierte Teilbestand der Inschriften der Kirche Santa Maria dell’Anima und der zugehörigen Gebäude des ehemaligen Pilgerhospitals und heutigen Priesterkollegs enthält die kommentierte Edition von 120 Inschriften aus Mittelalter und Früher Neuzeit bis zum Jahr 1559.

In Vorbereitung befinden sich:
- Musici: Europäische Musiker in Venedig, Rom und Neapel (1650–1750): Musik, Identität der Nationen und kultureller Austausch
Die Erschließung von bisher noch unberücksichtigten sozial- und kulturgeschichtlichen Quellen bildet das Herzstück des Projekts. Um diese auf kulturelle Austausch- und Abgrenzungsprozesse hin analysieren zu können, wird derzeit ein Personendatenrepositorium zu europäischen Musikern entwickelt, die sich zwischen 1650 und 1750 in Venedig, Rom und Neapel aufhielten. Die Datenbank soll sowohl die Mobilität (Reisewege), die ökonomische Lage (Bezahlung und Anstellungen durch Mäzene), kulturelle Aspekte (Sprachkenntnisse und musikalische Auftritte) als auch die Netzwerke der auswärtigen Musiker in den drei Städten wiedergeben.

- Totenbuch Santa Maria dell’Anima
Die in mehrere Teile gegliederte Handschrift verzeichnet diejenigen mit dem Anima-Hospital als Mitglied, Stifter oder Wohltäter verbundenen Personen, die zwischen 1399 und 1843 in der Anima-Kirche begraben wurden. Zunächst nur in Form von knappen Namenslisten, bringt die Handschrift ab 1432 in der Regel die Todesdaten sowie den Ort des Begräbnisses bzw. genauen Standort des Grabdenkmals, dazu häufig ergänzende Angaben zum Lebenslauf des Verstorbenen und zur Ausführung des Grabdenkmals.